# پلاسمای خون

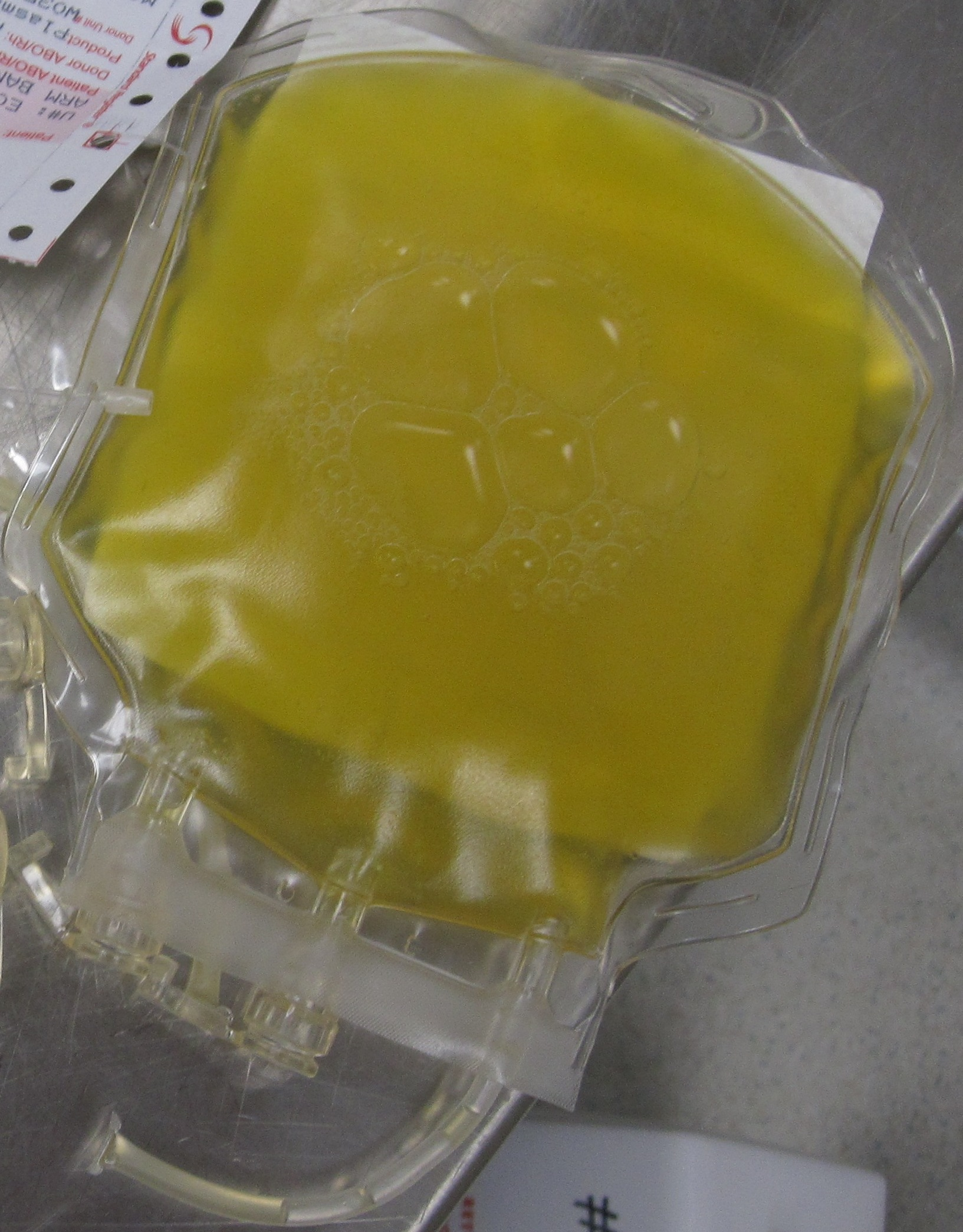
یک واحد از پلاسمای تازه اهدایی

خوناب یا پلاسمای خون (به انگلیسی: blood plasma) یک مایع با رنگ کهرُبایی روشن است که بخش مایع خون را تشکیل می‌دهد و فاقد یاخته‌های خونی است، اما دارای پروتئین‌ها و دیگر اجزای خون کامل به صورت سوسپانسیون می‌باشد. پلاسما حدود ۵۵٪ از کل حجم خون بدن را تشکیل می‌دهد. این بخش، قسمت درون‌رگی مایع برون‌یاخته‌ای (تمام مایعات بدن بیرون از یاخته‌ها) است. پلاسما عمدتاً از آب تشکیل شده است (تا ۹۵٪ به لحاظ حجم) و شامل پروتئین‌های محلول مهمی (۶–۸٪ درصد؛ مانند آلبومین‌های سرم، گلوبولین‌ها و فیبرینوژن)، گلوکز، عوامل انعقاد خون، الکترولیت‌ها (Na+
، Ca2+
، Mg2+
، HCO
3-
، Cl−
 و غیره)، هورمون‌ها، کربن دی‌اکسید (پلاسما به عنوان رسانه اصلی انتقال محصولات زائد) و اکسیژن می‌باشد. پلاسما نقش حیاتی در اثر اسمزی درون‌عروقی ایفا می‌کند که غلظت الکترولیت‌ها را متعادل نگه می‌دارد و بدن را در برابر عفونت‌ها و سایر اختلالات مرتبط با خون محافظت می‌کند.
پلاسمای خون می‌تواند از خون کامل از طریق جداسازی خون به دست آید؛ بدین صورت که یک ضدانعقاد به لوله‌ای پر از خون اضافه می‌شود و سپس لوله در یک سانتریفیوژ چرخانده می‌شود تا سلول‌های خونی به ته لوله بیفتند. سپس پلاسما خون به صورت مایع جدا شده و یا از لوله کشیده می‌شود. برای کاربردهای آزمایش در بالین بیمار، پلاسما می‌تواند از خون کامل از طریق فیلتراسیون یا از طریق آگلوتینه کردن استخراج شود تا آزمایش‌های سریع برای نشانگرهای بیولوژیکی خاص امکان‌پذیر گردد. چگالی پلاسما خون تقریباً ۱,۰۲۵ کیلوگرم بر مترمکعب است. سرم خون، پلاسما خون بدون عوامل انعقادی است. پلاسمافرز یک درمان پزشکی است که شامل استخراج پلاسمای خون، درمان و بازگرداندن آن می‌باشد.
پلاسمای منجمد تازه در فهرست الگوی داروهای ضروری سازمان جهانی بهداشت قرار دارد، که مهم‌ترین داروهایی هستند که در یک نظام سلامت پایه نیاز است. این پلاسما اهمیت حیاتی در درمان انواع مختلف تروما که منجر به از دست دادن خون می‌شود، دارد و به همین دلیل در تمام مراکز پزشکی که قادر به درمان تروما هستند (مانند مراکز تروما، بیمارستان‌ها و آمبولانس‌ها) یا در مواردی که خطر از دست دادن خون بیمار وجود دارد، مانند اتاق‌های جراحی، به طور گسترده‌ای موجود است.

## پروتئین‌ها

### آلبومین‌ها
آلبومین‌های سرم رایج‌ترین پروتئین‌های پلاسما هستند و وظیفه حفظ فشار اسمزی خون را بر عهده دارند. بدون آلبومین‌ها، غلظت خون نزدیک‌تر به آب می‌شود. ویسکوزیته بیشتر خون مانع از ورود مایعات به داخل جریان خون از خارج مویرگ‌ها می‌شود. آلبومین‌ها در کبد تولید می‌شوند، با فرض اینکه نقصی در کارکرد سلول‌های کبدی وجود نداشته باشد.

### گلوبولین‌ها
دومین نوع رایج پروتئین در پلاسمای خون، گلوبولین‌ها هستند. گلوبولین‌های مهم شامل ایمونوگلوبولین‌ها می‌شوند که برای سیستم ایمنی حیاتی هستند و هورمون‌ها و سایر ترکیبات را در بدن حمل می‌کنند. سه نوع اصلی گلوبولین وجود دارد. گلوبولین‌های آلفا-۱ و آلفا-۲ در کبد تشکیل می‌شوند و نقش مهمی در حمل و نقل مواد معدنی و مهار انعقاد خون دارند. به عنوان مثال، گلوبولین بتا که در پلاسمای خون پیدا می‌شود شامل لیپوپروتئین‌های کم‌چگالی (ال‌دی‌ال) است که مسئول حمل چربی به سلول‌ها برای سنتز استروئید و غشا هستند. گلوبولین گاما که به عنوان ایمونوگلوبولین‌ها نیز شناخته می‌شوند، توسط سلول‌های بی پلاسما تولید می‌شود و به بدن انسان یک سیستم دفاعی در برابر پاتوژن‌های مهاجم و سایر بیماری‌های ایمنی می‌دهد.

### فیبرینوژن
پروتئین‌های فیبرینوژن بیشتر پروتئین‌های باقی‌مانده در خون را تشکیل می‌دهند. فیبرینوژن‌ها مسئول لخته شدن خون برای کمک به جلوگیری از خون‌ریزی هستند.

## رنگ

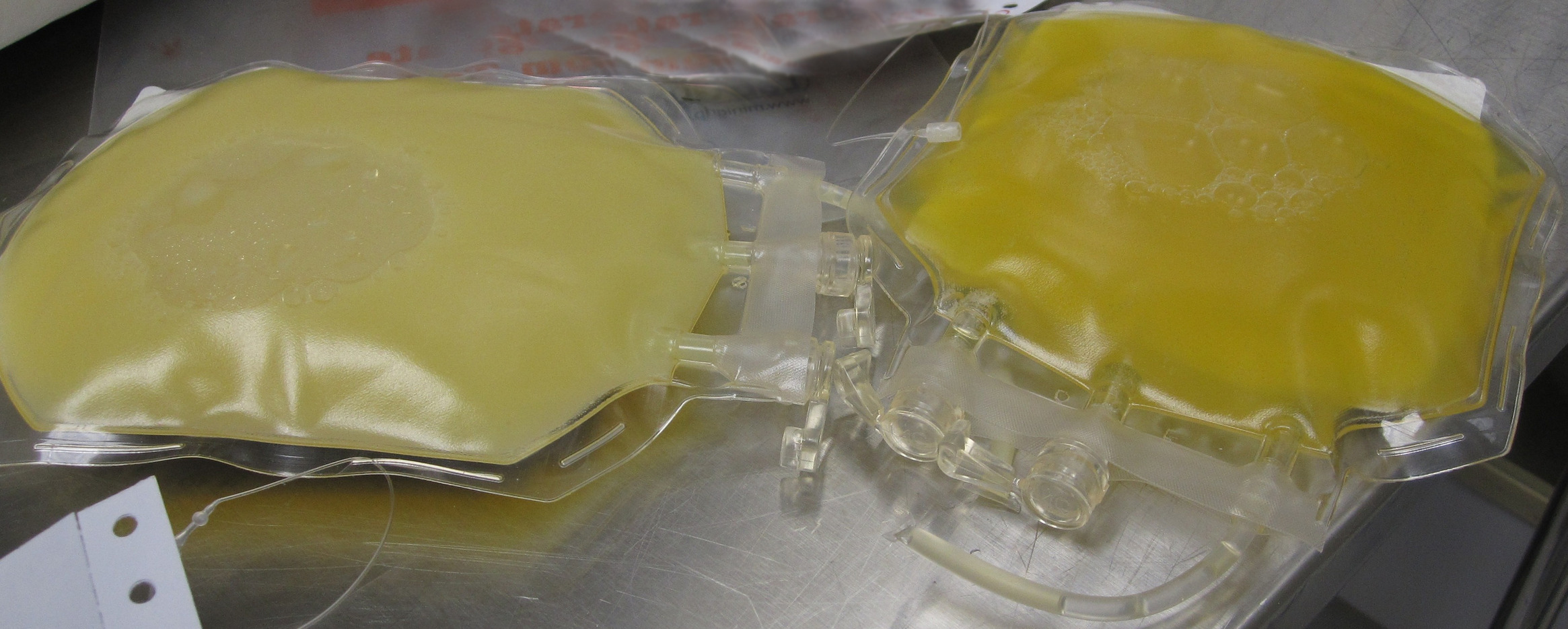
کیسه‌های پلاسمای منجمد، از یک فرد مبتلا به هیپرکلسترولمی (چپ) و پلاسمای معمولی (راست)

پلاسما به طور معمول به دلیل وجود بیلی‌روبین، کاروتنوئیدها، هموگلوبین و ترانسفرین زرد رنگ است. در موارد غیرعادی، پلاسما می‌تواند دارای سایه‌های مختلفی از رنگ نارنجی، سبز یا قهوه‌ای باشد. رنگ سبز می‌تواند ناشی از وجود سرولوپلاسمین یا سولفهموگلوبین باشد. سولفهموگلوبین ممکن است به دلیل داروهایی تشکیل شود که قادر به تولید سولفونامید پس از مصرف هستند. رنگ قهوه‌ای تیره یا قرمز می‌تواند به دلیل همولیز باشد که در آن مثیموگلوبین از سلول‌های خونی شکسته شده آزاد می‌شود. پلاسما به طور معمول نسبتاً شفاف است، اما گاهی اوقات می‌تواند کدر باشد. کدری معمولاً ناشی از محتوای بالای لیپیدها مانند کلسترول و تری‌گلیسریدها است.

## پلاسما در مقابل سرم در تشخیص پزشکی
پلاسما و سرم هر دو از خون کامل تهیه می‌شوند، اما سرم با حذف سلول‌های خونی، لخته‌های فیبرینی و سایر عوامل لخته شدن به دست می‌آید، در حالی که پلاسما فقط با حذف سلول‌های خونی استخراج می‌شود. پلاسما و سرم خون معمولاً در آزمایش‌های خون مورد استفاده قرار می‌گیرند. آزمایش‌ها می‌توانند بر روی پلاسما، سرم یا هر دو انجام شوند. علاوه بر این، برخی از آزمایش‌ها باید با خون کامل انجام شوند، مانند تعیین تعداد سلول‌های خونی در خون از طریق فلوسیتومتری. این روش‌ها به دلیل نیاز به اندازه‌گیری تمامی اجزاء خون، شامل سلول‌های خونی و عوامل دیگر، بسیار مهم هستند.

### فواید پلاسما نسبت به سرم
آماده‌سازی پلاسما سریع است، زیرا این ماده دچار لخته شدن نمی‌شود. آماده‌سازی نمونه سرم حدود ۳۰ دقیقه زمان نیاز دارد تا قبل از سانتریفیوژ و تحلیل، منتظر بماند. با این حال، می‌توان با افزودن ترومبین یا مواد مشابه به نمونه سرم، لخته شدن را به چند دقیقه کاهش داد.
در مقایسه با سرم، می‌توان ۱۵–۲۰٪ حجم بیشتری از پلاسما را از یک نمونه خون با اندازه خاص استخراج کرد. سرم برخی از پروتئین‌هایی را که در فرآیند لخته شدن شرکت دارند و حجم نمونه را افزایش می‌دهند، ندارد.
آماده‌سازی سرم می‌تواند باعث خطاهای اندازه‌گیری شود، زیرا ممکن است غلظت آنالیتی که قرار است اندازه‌گیری شود افزایش یا کاهش یابد. به عنوان مثال، در طول لخته شدن، سلول‌های خونی قند خون را مصرف می‌کنند و پلاکت‌ها با ترشح ترکیباتی مانند پتاسیم، فسفات‌ها و آسپارتات ترانس‌آمیناز، محتوای نمونه را افزایش می‌دهند. قند خون یا این ترکیبات دیگر ممکن است آنالیت‌های مورد نظر باشند.

### فواید سرم نسبت به پلاسما
تهیه پلاسما نیاز به افزودن ضدانعقاد دارد که می‌تواند باعث خطاهای اندازه‌گیری پیش‌بینی‌شده و غیرپیش‌بینی‌شده شود. به عنوان مثال، نمک‌های ضدانعقاد می‌توانند کاتیون‌های اضافی مانند آمونیوم، لیتیوم، سدیم، پتاسیم را به نمونه اضافه کنند یا ناخالصی‌هایی مانند سرب و آلومینیوم.
ضدانعقادهای چنگالش مانند ای‌دی‌تی‌ای و نمک‌های سیترات با اتصال به کلسیم عمل می‌کنند (کربوکسیل‌گلوتامیک اسید را ببینید)، اما ممکن است سایر یون‌ها را نیز متصل کنند. حتی اگر این یون‌ها آنالیت‌ها نباشند، چنگالش‌ها می‌توانند بر اندازه‌گیری فعالیت آنزیم‌ها تأثیر بگذارند. به عنوان مثال، ای‌دی‌تی‌ای یون‌های روی را متصل می‌کند که آلکالین فسفاتازها برای فعالیت خود به عنوان کوفاکتور نیاز دارند. بنابراین، فعالیت فسفاتاز نمی‌تواند در صورت استفاده از ای‌دی‌تی‌ای اندازه‌گیری شود.
علاوه بر این، حجم نامشخصی از ضدانعقادها می‌تواند به‌طور تصادفی به یک نمونه پلاسما اضافه شود، که ممکن است نمونه را خراب کند زیرا غلظت آنالیت به مقدار نامشخصی تغییر می‌کند.
به طور کلی، به نمونه‌های سرم ضدانعقاد اضافه نمی‌شود، که هزینه تهیه نمونه‌ها را در مقایسه با نمونه‌های پلاسما کاهش می‌دهد.
نمونه‌های پلاسما می‌توانند در صورت عدم اختلاط مناسب ضدانعقاد با نمونه، لخته‌های ریزی تشکیل دهند. نمونه‌های غیر یکنواخت می‌توانند باعث خطاهای اندازه‌گیری شوند.

## تاریخچه

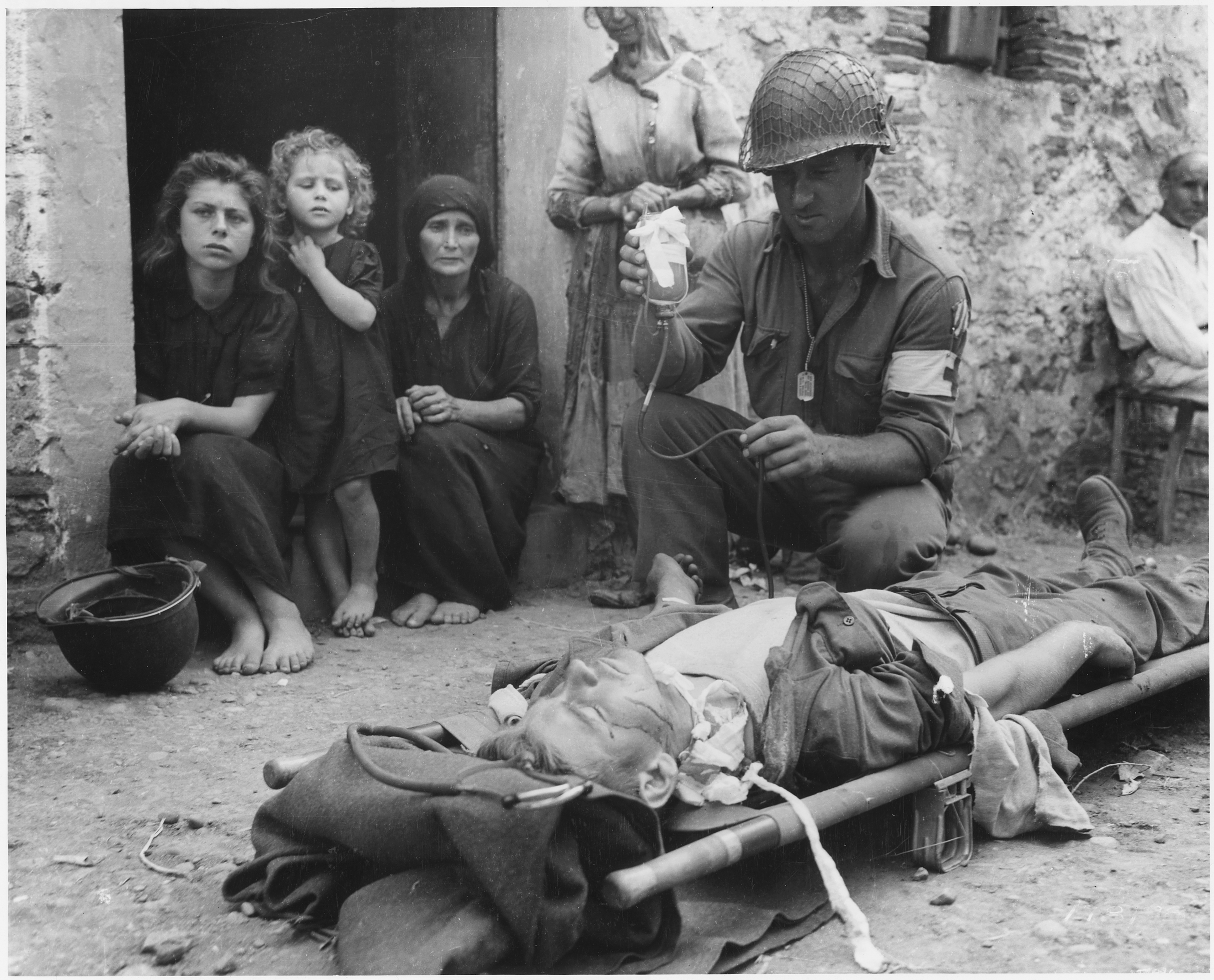
سرباز روی دبلیو. همفری پس از مجروح شدن بر اثر اصابت ترکش در سیسیلی در اوت ۱۹۴۳، پلاسمای خون دریافت می‌کند.

پلاسما در زمان توصیف آن توسط ویلیام هاروی در de Motu Cordis در سال ۱۶۲۸ به خوبی شناخته شده بود، اما دانش در مورد آن احتمالاً به زمان وزالیوس (۱۵۱۴–۱۵۶۴) برمی‌گردد. کشف فیبرینوژن توسط ویلیام هنسون، ح. ۱۷۷۰، مطالعه پلاسما را آسان‌تر کرد، زیرا معمولاً هنگام تماس با یک سطح خارجی – چیزی غیر از اندوتلیوم عروقی – عوامل انعقاد فعال شده و روند لخته شدن به سرعت آغاز می‌شود و گلبول‌های قرمز و دیگر اجزای خون را در پلاسما به دام می‌اندازد و از جداسازی پلاسما از خون جلوگیری می‌کند. افزودن سیترات و دیگر ضدانعقادها یک پیشرفت نسبتا جدید است. زمانی که لخته‌ای تشکیل می‌شود، مایع باقی‌مانده (در صورت وجود) سرم خون است که اساساً پلاسما بدون عوامل انعقادی است.
استفاده از پلاسما به عنوان یک جایگزین برای خون کل و به منظور انتقال خون در مارس ۱۹۱۸ توسط گوردون آر. وارد در ستون‌های ارتباطی نشریه پزشکی بریتانیا پیشنهاد شد. «پلاسماهای خشک» در فرمت پودر یا نوار مواد توسعه یافته و برای اولین بار در جنگ جهانی دوم استفاده شدند.

### منشأ پلاسمافرز
در سال ۱۹۴۰، دکتر خوزه آنتونیو گریفولس لوکاس، یک دانشمند از ویلانوا و لا خلترو، اسپانیا، آزمایشگاه‌های گریفولس را تأسیس کرد. او به عنوان پیشگام تکنیکی نوین به نام پلاسمافرز شناخته می‌شود، که در آن گلبول‌های قرمز خون فرد اهداکننده بلافاصله پس از جداسازی پلاسما به بدن او بازگردانده می‌شوند. این تکنیک امروزه نیز مورد استفاده قرار می‌گیرد و تقریباً ۸۰ سال از آغاز آن می‌گذرد. قبل از ورود ایالات متحده به جنگ، پلاسماهای مایع و خون کامل استفاده می‌شدند. در سال ۱۹۴۵، دکتر گریفولس نخستین مرکز اهدا پلاسما در جهان را راه‌اندازی کرد.

### خون برای بریتانیا
برنامه «خون برای بریتانیا» در اوایل دهه ۱۹۴۰ با موفقیت (و محبوبیت در ایالات متحده) به واسطهٔ تلاش‌های چارلز درو انجام شد. این پروژه بزرگ از اوت ۱۹۴۰ آغاز شد تا خون را در بیمارستان‌های نیویورک جمع‌آوری کند و پلاسما را به بریتانیا صادر کند. درو به عنوان ناظر پزشکی پروژه «پلاسما برای بریتانیا» منصوب شد. در این زمان، کار او این بود که روش‌های لوله آزمایش بسیاری از محققان خون را به تکنیک‌های تولید انبوه موفق اولیه تبدیل کند.
با این حال، تصمیم در این‌جا اتخاذ شد که یک بسته پلاسما خشک برای نیروهای مسلح توسعه داده شود، زیرا این اقدام باعث کاهش شکستن و ساده‌تر شدن حمل و نقل، بسته‌بندی و ذخیره‌سازی می‌شد. بسته پلاسما خشک نتیجه‌ای بود که در دو قوطی حاوی بطری‌های ۴۰۰ سی‌سی عرضه می‌شد. یکی از این بطری‌ها حاوی مقدار کافی آب مقطر برای بازسازی پلاسما خشک درون بطری دیگر بود. در حدود سه دقیقه، پلاسما آماده استفاده می‌شد و می‌توانست به مدت چهار ساعت تازه بماند. برنامه خون برای بریتانیا به مدت پنج ماه با موفقیت فعالیت کرد، و در مجموع تقریباً ۱۵,۰۰۰ نفر خون اهدا کردند و بیش از ۵,۵۰۰ ویال پلاسما خون جمع‌آوری شد.
پس از پروژه تأمین پلاسما خون به انگلستان، درو به عنوان مدیر بانک خون صلیب سرخ و معاون مدیر شورای ملی تحقیقات منصوب شد و مسئول جمع‌آوری خون برای نیروی زمینی و نیروی دریایی ایالات متحده بود. درو به شدت با دستوری که از سوی نیروهای مسلح صادر شده بود مبنی بر اینکه خون/پلاسما باید بر اساس نژاد اهداکننده جدا شود، مخالفت کرد. او تأکید کرد که هیچ تفاوت نژادی در خون انسان وجود ندارد و این سیاست می‌تواند به مرگ‌های بی‌مورد منجر شود، زیرا سربازان و ملوانان مجبور بودند منتظر بمانند تا «خون هم‌نژاد» دریافت کنند.
تا پایان جنگ، صلیب سرخ آمریکا به اندازه کافی خون فراهم کرده بود که برای بیش از شش میلیون بسته پلاسما کافی باشد. بیشتر پلاسماهای اضافی به ایالات متحده بازگشت و برای استفاده‌های غیرنظامی مورد بهره‌برداری قرار گرفت. در طول جنگ کره، سرم آلبومین جایگزین پلاسمای خشک برای استفاده در میادین جنگ شد.

## اهدای پلاسما
پلاسما، به عنوان یک فراورده خونی که از اهداهای خون تهیه می‌شود، در انتقال‌های خون استفاده می‌شود و معمولاً به شکل پلاسمای منجمد تازه (اف‌اف‌پی) یا پلاسما منجمد ظرف ۲۴ ساعت پس از خون‌گیری (پی‌اف۲۴) است. در هنگام اهدای خون کامل یا انتقال گلبول‌های قرمز خون (پی‌آر‌بی‌سی)، گروه خونی -O بیشترین محبوبیت را دارد و به عنوان «اهداکننده جهانی» شناخته می‌شود، زیرا هیچ آنتی‌ژن ای یا بی ندارد و می‌تواند به‌طور ایمن به اکثر گیرندگان تزریق شود. گروه خونی +AB نوع «گیرنده جهانی» برای اهداهای پی‌آربی‌سی است. با این حال، وضعیت برای پلاسما کمی متفاوت است. مراکز اهدای خون گاهی تنها پلاسما را از اهداکنندگان AB از طریق آفرزیس جمع‌آوری می‌کنند، زیرا پلاسما آنها حاوی آنتی‌بادی‌هایی نیست که ممکن است با آنتی‌ژن‌های گیرنده واکنش متقابل نشان دهند. به همین دلیل، AB معمولاً به عنوان «اهداکننده جهانی» برای پلاسما در نظر گرفته می‌شود. برنامه‌های ویژه‌ای برای تأمین نیازهای اهداکنندگان پلاسما مرد AB وجود دارد، زیرا نگرانی‌هایی در مورد آسیب حاد ریه مرتبط با تزریق (تی‌آرای‌ال‌آی) و اهداکنندگان زن که ممکن است آنتی‌بادی‌های بیشتری در ترکیب سفید داشته باشند، وجود دارد. با این حال، برخی از مطالعات نشان می‌دهد که با وجود افزایش آنتی‌بادی‌های سفید در زنان باردار، خطر تی‌آرای‌ال‌آی افزایش می‌یابد.

### بریتانیا
پس از نگرانی‌ها درباره گسترش بیماری نوع کروتزفلد-جاکوب (وی‌سی‌جی‌دی) از طریق تأمین خون، دولت بریتانیا تصمیم به کاهش تدریجی استفاده از پلاسما خون اهداکنندگان بریتانیایی گرفت و تا پایان سال ۱۹۹۹ تمام محصولات خونی تهیه شده با پلاسما از ایالات متحده وارد کرد. در سال ۲۰۰۲، دولت بریتانیا شرکت تامین خون آمریکایی به نام منابع زندگی گنجانده‌شده را خریداری کرد تا پلاسما را وارد کند. این شرکت به منابع پلاسمای بریتانیا (پی‌آریو‌کی) تغییر نام داد و صاحب آزمایشگاه محصولات بیولوژیک شد. در سال ۲۰۱۳، دولت بریتانیا ۸۰٪ از سهام پی‌آریوکی را به شرکت سرمایه‌گذاری آمریکایی بین کپیتال فروخت که برآورد می‌شد این معامله حدود ۲۰۰ میلیون پوند ارزش داشته باشد. این فروش با انتقاداتی در بریتانیا مواجه شد. در سال ۲۰۰۹، بریتانیا واردات پلاسما از ایالات متحده را متوقف کرد زیرا دیگر به دلیل چالش‌های نظارتی و قضایی گزینه‌ای قابل قبول نبود.
در حال حاضر (۲۰۲۴)، خون اهدا شده در بریتانیا توسط خدمات خون بریتانیا برای تولید اجزای خون پلاسما (پلاسما تازه منجمد (اف‌اف‌پی) و کرایوپریسیپیتات) مورد استفاده قرار می‌گیرد. با این حال، پلاسما از اهداکنندگان بریتانیایی هنوز برای تولید تجاری داروهای جدا شده از پلاسما استفاده نمی‌شود.

## پلاسمای خون مصنوعی
محلول شبیه‌سازی شده بدن (اس‌اف‌بی) محلولی است که غلظت یونی مشابه پلاسمای خون انسان دارد. اس‌اف‌بی معمولاً برای اصلاح سطح ایمپلنت‌های فلزی و اخیراً در کاربردهای تحویل ژن استفاده می‌شود.